# Sahuyé
Sahuyé est une localité du sud est de la Côte d'Ivoire et appartenant au département de Sikensi, dans la Région des Lagunes. La localité de Sahuyé est un chef-lieu de commune.